# Wybór broni
Wybór broni (tytuł oryg. Weapons of Choice) – powieść science-fiction, pierwszy tom trylogii Oś czasu autorstwa australijskiego pisarza Johna Birminghama.

## Streszczenie
Akcja powieści rozpoczyna się w 2021 roku. Międzynarodowy zespół okrętów wojennych (UN PRO FLEET), dowodzony przez admirała Philipa Kolhammera na flagowym lotniskowcu USS Hillary Clinton, przeprowadza operację militarną u wybrzeży Timoru Wschodniego. Zadaniem Wielonarodowych Sił jest wyzwolenie Indonezji spod rządów islamskiego reżimu, zwanego Kalifatem. Do floty wojennej dołącza statek badawczy JRV Nagoya, na którym prowadzone są prace nad tunelami czasoprzestrzennymi. Eskortujący go do tej pory krążownik typu stealth USS Leyte Gulf zostaje włączony do zespołu, podczas gdy Nagoya oczekuje nowego okrętu eskortowego. Zanim ten przybywa, szef pionu naukowego na statku, profesor Manning Pope, decyduje się przeprowadzić eksperyment, który kończy się katastrofą i przeniesieniem niemal całych Wielonarodowych Sił w czasoprzestrzeni.
USS Hillary Clinton, w otoczeniu kilku okrętów z zespołu, pojawia się w nocy z dnia 2 na 3 czerwca 1942, tuż przed bitwą pod Midway, na drodze floty dowodzonej przez admirała Spruance’a. Natychmiast zwraca to uwagę marynarzy z przeszłości, którzy są zdumieni nagłym pojawieniem się nieznanych, dziwnie zaprojektowanych okrętów. Admirał Spruance, dostrzegłszy na jednym z nich (JDS Siranui) japońską banderę, uznaje, iż jest to flota Japończyków zmierzająca pod Midway, dlatego wydaje swoim okrętom rozkaz otwarcia ognia. Systemy sztucznej inteligencji okrętów z XXI wieku, wobec kiepskiego stanu załóg po Tranzycie, obejmują kontrolę nad uzbrojeniem i odpowiadają ogniem. Wielonarodowe Siły w krótkim czasie niszczą większość floty Spruance’a, w tym lotniskowce USS Hornet oraz USS Yorktown (z admirałem Fletcherem na pokładzie). Udaje się jednak opanować sytuację i wstrzymać ogień po obu stronach, a następnie nawiązać wzajemny kontakt.
Okazuje się, że nie wszystkie okręty pojawiły się po Tranzycie w tym samym miejscu i czasie. Podczas gdy nieopodal Midway wre walka, japoński lotniskowiec Ryūjō odkrywa okręt Wolnych Indonezyjczyków, KRI Sutanto i dokonuje abordażu, biorąc do niewoli załogę. Japończycy wchodzą w posiadanie cennych informacji, w tym na temat dalszego przebiegu bitwy o Midway. Wieści te docierają do admirała Yamamoty, który wydaje rozkaz przerwania operacji i zawrócenia floty.
Okręty Wielonarodowych Sił oraz zespołu Spruance’a powracają do bazy w Pearl Harbor, jednak przybysze – z racji zniszczenia większości amerykańskiej Floty Pacyfiku oraz zabicia tysięcy ludzi – spotykają się z wrogością ze strony autochtonów. Dodatkowym czynnikiem jest zupełnie odmienna mentalność przybyszy z przyszłości. Admirał Kolhammer udaje się do Kalifornii na spotkanie z prezydentem Rooseveltem oraz Albertem Einsteinem. Pod jego nieobecność, w Pearl Harbor dochodzi do kilku morderstw i zgwałceń (popełnionych na członkach Wielonarodowych Sił), a wkrótce także do zamieszek, które zostają z trudem opanowane. W międzyczasie okazuje się, że drugi z indonezyjskich okrętów – KRI Nuku – został odnaleziony na Nowej Gwinei (z kadłubem w połowie tkwiącym w zboczu góry) przez Japończyków, którzy przystąpili do pozyskiwania zeń nowoczesnego sprzętu. Udaje im się zdobyć pociski rakietowe, tuż przed tym, jak Nuku wraz z pracującymi nad nim Japończykami zostaje unicestwiony w nalocie myśliwców F-22.
Wieści o wydarzeniach spod Midway wkrótce obiegają cały świat, docierając do Niemiec oraz Wielkiej Brytanii. Przedstawiciele rządu brytyjskiego wywierają naciski, aby należący do Wielonarodowych Sił HMS Trident, brytyjski niszczyciel typu stealth, został oddany do ich dyspozycji. Okręt jednak bierze przedtem udział w operacji oswobodzenia jeńców w Singapurze oraz na Luzonie, przeprowadzonej z inicjatywy Kolhammera (częściowo dla poprawy notowań Wielonarodowych Sił u autochtonów). W akcji biorą udział także członkowie współczesnych sił zbrojnych. Na krótko przed wszczęciem operacji australijski okręt podwodny HMAS Havoc zostaje wysłany na kotwicowisko pod wyspą Hashirajima z zadaniem zniszczenia japońskich lotniskowców przy pomocy pocisków manewrujących. Na miejscu jednak wykryta zostaje tylko część Połączonej Floty, w tym jedynie dwa lotniskowce.
Tymczasem Hitler, również dowiedziawszy się o dalszym przebiegu wojny według kart historii, decyduje się zawrzeć rozejm ze Stalinem.

## Postacie historyczne pojawiające się w książce

### Alianci
- Winston Churchill – premier Wielkiej Brytanii
- John Curtin – premier Związku Australijskiego
- Dwight Eisenhower – generał brygady US Army, szef Oddziału Planów Wojennych Sztabu Generalnego, w czerwcu 1942 mianowany dowódcą sił amerykańskich w Europie
- Ernest King – admirał US Navy, głównodowodzący amerykańskiej floty.
- Douglas MacArthur – generał US Army, dowódca sił sprzymierzonych na obszarze południowo-zachodniego Pacyfiku
- George Marshall – generał US Army, przewodniczący Połączonego Komitetu Szefów Sztabów
- Chester Nimitz – admirał US Navy, głównodowodzący Floty Pacyfiku
- Franklin Roosevelt – trzydziesty drugi prezydent USA
- Raymond Spruance – wiceadmirał US Navy, dowódca Task Force 16
- Dudley Pound – admirał i głównodowodzący Royal Navy
- Albert Einstein – profesor fizyki teoretycznej, laureat Nagrody Nobla

### Państwa Osi
- Isoroku Yamamoto – admirał i głównodowodzący Cesarskiej Floty Japonii
- Kakuji Kakuta – admirał Cesarskiej Floty Japonii, dowódca Drugiego Zespołu Uderzeniowego Lotniskowców w bitwie o Midway
- Adolf Hitler – wódz i kanclerz Rzeszy
- Heinrich Himmler – dowódca SS
- Joseph Goebbels – minister propagandy Rzeszy
- Otto Skorzeny – członek ochrony Hitlera, oficer Leibstandarte SS Adolf Hitler

## Okręty Wielonarodowych Sił
Podczas przeniesienia w czasie, nazywanego w powieści Tranzytem, nie wszystkie okręty trafiły w to samo miejsce o tym samym czasie. Los poszczególnych jednostek jest stopniowo ujawniany podczas akcji Wyboru broni oraz dalszych części cyklu. Losy części z nich do samego końca pozostają niejasne.
- USS Hillary Clinton – atomowy lotniskowiec uderzeniowy typu George Bush
- USS Leyte Gulf – krążownik stealth typu Nemesis („zaszedł” na USS Astoria, po pozyskaniu zeń sprzętu został zniszczony)
- USS Kandahar – okręt desantowy typu Baghdad
- USS Kennebunkport – transportowiec desantowy typu LPD-12
- USS Providence – okręt desantowy typu Harper's Ferry
- USS Amanda L. Garrett – niszczyciel przeciwlotniczy typu Cobb (zatonął w sztormie na wodach Antarktyki)
- USS Denver – atomowy okręt podwodny z nuklearnymi głowicami balistycznymi (zaginął po Tranzycie)
- USS Chicago – atomowy okręt podwodny z nuklearnymi głowicami balistycznymi (zaginął po Tranzycie)
- HMS Fearless – śmigłowcowiec typu Aden (zniszczony w Tranzycie)
- HMS Trident – niszczyciel stealth typu Trident (trimaran)
- HMS Vanguard – niszczyciel stealth typu Trident (zaginął po Tranzycie)
- HMAS Havoc – konwencjonalny okręt podwodny typu Woomera (błędnie kwalifikowany do typu Savage w niektórych przekładach)
- HMAS Ipswich – lekki okręt desantowy typu Newcastle
- HMAS Moreton Bay – katamaran do przewozu wojsk typu Jervis Bay
- JDS Siranui – zmodyfikowany krążownik stealth typu Nemesis
- KRI Sutanto – korweta typu Parchim (zdobyta przez Japończyków, po pozyskaniu sprzętu zniszczona podczas misji samobójczej)
- KRI Nuku – korweta typu Parchim (odzyskana dla sprzętu przez Japończyków, później zniszczona przez aliantów)
- Dessaix – niszczyciel stealth Marine Nationale typu Sartre (zaginął po Tranzycie)

## Nawiązania do rzeczywistych osób
- Na krążowniku USS Leyte Gulf służą marynarze o nazwiskach Nix, Brown, Clancy i Cobb – są one zaczerpnięte od pisarzy Gartha Nixa, Dale’a Browna, Toma Clancy’ego oraz Stephena Cobba.
- Oficer meteorologiczny z USS Leyte Gulf, Reilly, także otrzymał nazwisko po pisarzu – Matthew Reilly'm.
- Wśród okrętów z przyszłości jest niszczyciel o nazwie USS Amanda L. Garrett, należący do typu Cobb  – nawiązanie do twórczości kolejnego pisarza, Jamesa H. Cobba, autora serii Amanda Garrett, której tytułowa bohaterka jest kapitanem nowoczesnego niszczyciela.
- Jednym z oficerów SAS, pojawiających się w serii, jest kapitan Harry Windsor, nazywany często przez żołnierzy „księciem Harrym”. Jego pierwowzorem jest najpewniej Henryk z Walii.
- Jeden z przybocznych oficerów prezydenta Roosevelta, który przynosi mu relację o przybyszach z przyszłości, nosi nazwisko Turtletaub. Jego opowieść zostaje przez Roosevelta skwitowana komentarzem „następnym razem opowiesz mi o jaszczurach z kosmosu?”. Jest to nawiązanie do osoby Harry’ego Turtledove’a, autora licznych książek z gatunku historii alternatywnej – w tym serii Wojna Światów, istotnie opowiadającej o inwazji jaszczuropodobnych obcych, mającej miejsce podczas drugiej wojny światowej.
- Agenci FBI, Stirling i Flint, także otrzymali nazwiska po autorach historii alternatywnej – S.M. Stirlingu oraz Ericu Flincie.